# Bradsher-Cyclisierung
Die Bradsher-Cyclisierung oder auch Bradsher-Reaktion ist eine Namensreaktion der organischen Chemie. Sie ist nach ihrem Entdecker Charles K. Bradsher (1912–2000) benannt, der sie  1939 veröffentlichte. Sie dient zur Synthese von verschiedenen polycyclischen, aromatischen Verbindungen durch säurekatalysierte Cyclisierung.

Übersicht der Bradsher-Cyclisierung am Beispiel des 2-([1,1'-Diphenyl]-2-yl)acetaldehyds

Die Reaktion läuft ab, falls an den Aromaten eine der folgenden funktionelle Gruppen gebunden ist: die Carbonylgruppe aus Ketonen oder Aldehyden, Nitrile, Aldehydderivate, Aminoalkohole, Haloether, Olefine (Alkene) und noch viele weitere.

## Mechanismus
Der Mechanismus der Bradsher-Cyclisierung wird beispielhaft anhand der Reaktion von 2-([1,1'-Diphenyl]-2-yl)acetaldehyd erläutert:
Die Bradsher-Cyclisierung mit einer Carbonylgruppe verläuft in vier Schritten. Zunächst wird die Carbonylgruppe 1 durch die Zugabe einer Säure protoniert. Es entsteht das Oxoniumion 2, welches im nächsten Schritt nucleophil von dem Aromaten angegriffen wird. Dabei bildet sich unter Schließung eines Sechsringes ein Alkohol 3. Es folgt die Abspaltung eines Protons und damit eine Rearomatisierung des ehemaligen Aromatens, wodurch der Alkohol 4 entsteht. Im letzten Schritt wird Wasser abgespalten und es entsteht Phenanthren 5 als Produkt.
Normalerweise läuft die Bradsher-Cyclisierung, wie hier beschrieben säurekatalysiert ab. Es existieren jedoch auch Berichte über Reaktionsabläufe, welche mit starken Basen oder auch mit Hilfe von Bestrahlung ausgelöst wurden.

## Anwendungen
Eine der wichtigsten Anwendungen dieser Reaktion ist die Herstellung von Phenanthrenen und Anthracen. Im Folgenden sind nun einige Beispiele der Bradsher-Cyclisierung dargestellt. Diese sollen einen Eindruck vermitteln, wie weitreichend die Anwendungsmöglichkeiten dieser Reaktion sind.

### Herstellung von Anthracen
Die folgende Reaktion zeigt, wie man mit Hilfe der Bradsher-Cyclisierung Anthracen oder dessen Derivate herstellen kann. Als Ausgangsstoff dient hier exemplarisch 2-Benzylbenzaldehyd:
Wenn statt der Formylgruppe (des Aldehyds) die Acylgruppe eines Ketons im Edukt steht, erhält man ein Alkyl- oder Aryl-substituiertes Anthracen als Produkt.

### Ungewöhnliche Edukte
Die folgende Reaktion zeigt die Herstellung von 1-(2,6-Dichlor-4-methylbenzo[1,2-b:5,4-b’]dithiophen-8-yl)ethan-1-on mit Hilfe der Bradsher-Cyclisierung. Als Ausgangsstoff dient Bis(5-chlorthiophen-2-yl)Methan, das mit Essigsäure unter dem Einfluss von Polyphosphorsäure acetyliert wird. Diese Reaktion verdeutlicht, dass an Edukte ohne eine der genannten funktionellen Gruppen keine Bradsher-Cyclisierung durchgeführt werden kann. Zunächst ist es notwendig eine dieser Gruppen an das Molekül zu bringen. Hier wird exemplarisch eine Acetylgruppe durch Aufarbeitung mit Essigsäure an das Edukt gebracht und das intermediär entstehende Keton sogleich unter Wasserabspaltung cyclisiert.